# 다인용 게임

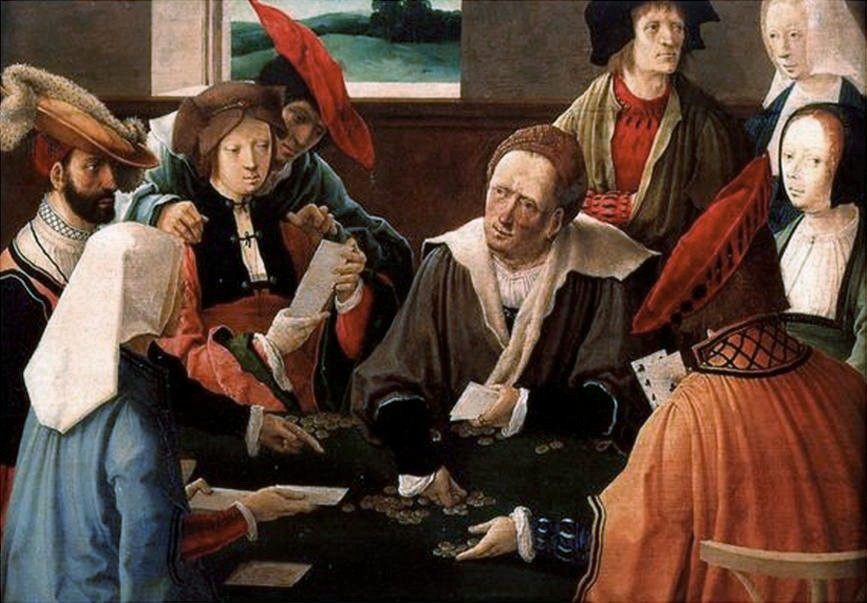

다인용 게임은 여러사람이 참여하는 게임이다. 다자간 게임, 멀티플레이어 게임 이라고도 부른다. 다인용 게임에는 파티게임, 보드 게임, 카드 게임 등이 있다.
어느 종류던지 참여자들이 팀을 이루는 것도 있고 그렇지 않은 경우도 있다.
정보 통신 기술의 발전에 따라 이런 오프라인의 전자기기를 사용하지 않은 게임은 물론 비디오 게임을 온라인에서 멀리 떨어진 사람과도 붙을 수 있게 됐다. 이러한 게임은 다인용 비디오 게임이라 부른다.

## 게임 이론
게임 이론에 따르면 다인용 게임이 제로섬 게임으로 협력이 없을 때 안정된 해를 가진다.

## 멀티플레이어 게임 종류
- 어몽 어스
- 브롤스타즈
- 마인크래프트
- 배틀그라운드 (비디오 게임)
- 배틀그라운드 모바일
- 리그 오브 레전드
- 전략적 팀 전투
- 좀비고등학교